# آلمالی (باشقیرستان)
آلمالی (انگلیسی: Almaly, Republic of Bashkortostan) یک شهرک در شهرستان ایشیمبایسکی استان باشقیرستان کشور روسیه است.